# Theophil Ischer
Theophil Ischer (* 1885 in Nidau; † 15. Januar 1954 in Bern) war ein Schweizer Lehrer und Prähistoriker.
Nach Jahren als Lehrer promovierte Ischer 1913 und wurde über jahrzehntelange Beschäftigung mit Pfahlbausiedlungen am Bielersee zum „Vorkämpfer der Pfahlbauforschung“ in der Schweiz. Von 1937 bis 1940 war er Präsident der Schweizerischen Gesellschaft für Urgeschichte. Von 1942 bis 1954 war er Präsident des Instituts für Ur- und Frühgeschichte der Schweiz.

## Werke (Auswahl)
- Die Erforschungsgeschichte der Pfahlbauten des Bielersees. Zürich: Leemann 1911.
- Die Gesandtschaft der protestantischen Schweiz bei Cromwell und den Generalstaaten der Niederlande 1652/54. Bern: Grunau 1916. (Diss. phil. Univ. Bern).
- Die Chronologie des Neolithikums der Pfahlbauten der Schweiz. Bern: Bircher 1920.
- Die Pfahlbauten des Bielersees. Biel: Verlag der Heimatkundekommission Seeland 1928. (Heimatkundliche Monographien. Hrsg. vom Landesteilverband Seeland des Bernischen Lehrervereins; 4).
- als Herausgeber: Reden von Bundesrat Karl Scheurer. Mit einer Einleitung von Regierungsrat Leo Merz und einer Lebensbeschreibung aus dem Familienkreise. Bern–Bümpliz: Benteli 1930.
- Die ältesten Karten der Eidgenossenschaft. Bern: Schweizer Bibliophilen Gesellschaft 1945.